# Cumdach
 (signalé en juin 2025).
Si vous disposez d'ouvrages ou d'articles de référence ou si vous connaissez des sites web de qualité traitant du thème abordé ici, merci de compléter l'article en donnant les références utiles à sa vérifiabilité et en les liant à la section « Notes et références ».
- Archive Wikiwix
- Bing
- Cairn
- DuckDuckGo
- E. Universalis
- Gallica
- Google
- G. Books
- G. News
- G. Scholar
- Persée
- Qwant
- (zh) Baidu
- (ru) Yandex
- (wd) trouver des œuvres sur Wikidata

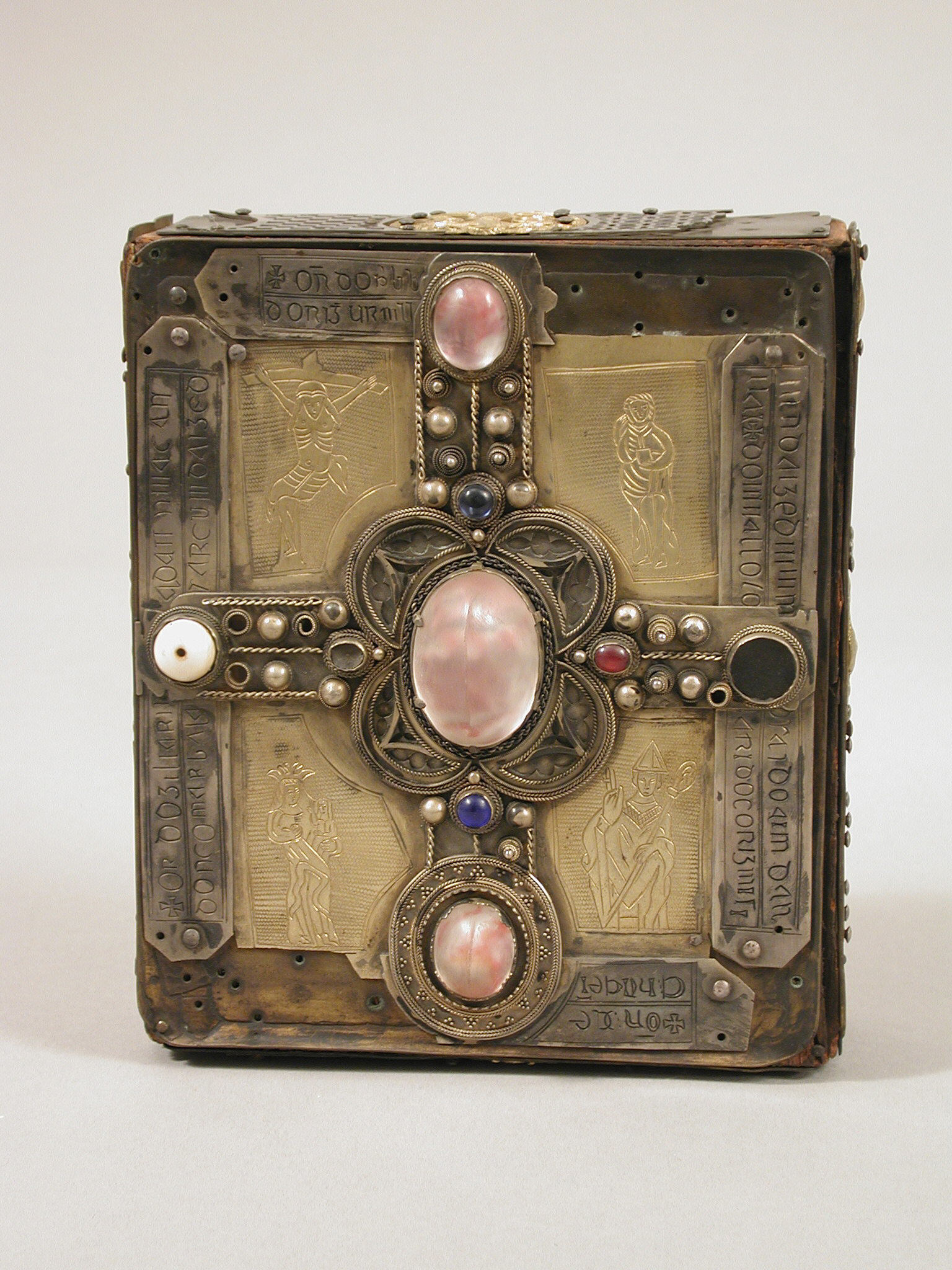

Un cumdach (prononciation du vieil irlandais : [ˈkuṽdax], en irlandais « couverture ») ou châsse de livre est une boîte ou un coffret reliquaire en métal ornementé et élaboré, utilisé pour conserver des manuscrits ou des reliques l'irlandaises du haut Moyen Âge. Dans la plupart des exemples conservés, le livre date de l'âge d'or du monachisme irlandais, avant 800, et les cumdachs existants datent d'après 1000, bien qu'il soit clair que la forme date de beaucoup plus tôt. La majorité d'entre eux sont d'origine irlandaise, et la plupart des exemples conservés sont détenus par le National Museum of Ireland (NMI).
La forme habituelle est un motif basé sur une croix sur la face principale, avec l'utilisation de grosses pierres de cristal de roche ou d'autres pierres semi-précieuses, laissant les espaces entre les bras de la croix pour une décoration plus variée. Plusieurs d'entre eux étaient portés sur une chaîne en métal ou un cordon en cuir, souvent à la ceinture, ou suspendus autour du cou, les plaçant près du cœur et offrant ainsi des avantages spirituels et peut-être médicaux (la même chose était faite avec l'Évangile de St Cuthbert dans un sac en cuir dans la ville médiévale de Durham). Ils étaient également utilisés pour apporter la guérison aux malades ou aux mourants, ou, de manière plus formelle, comme contrats de témoignage. Nombre d'entre eux avaient des gardiens laïcs héréditaires parmi les familles de chefs qui avaient noué des liens avec les monastères.
Le plus ancien exemplaire connu est celui du Livre de Durrow réalisé pour le Haut-roi d'Irlande Flann Sinna (879-916).

## Crédit de traduction
- (en) Cet article est partiellement ou en totalité issu de l’article de Wikipédia en anglais intitulé « Cumdach » (voir la liste des auteurs)